# آلبانی (آفریقای جنوبی)

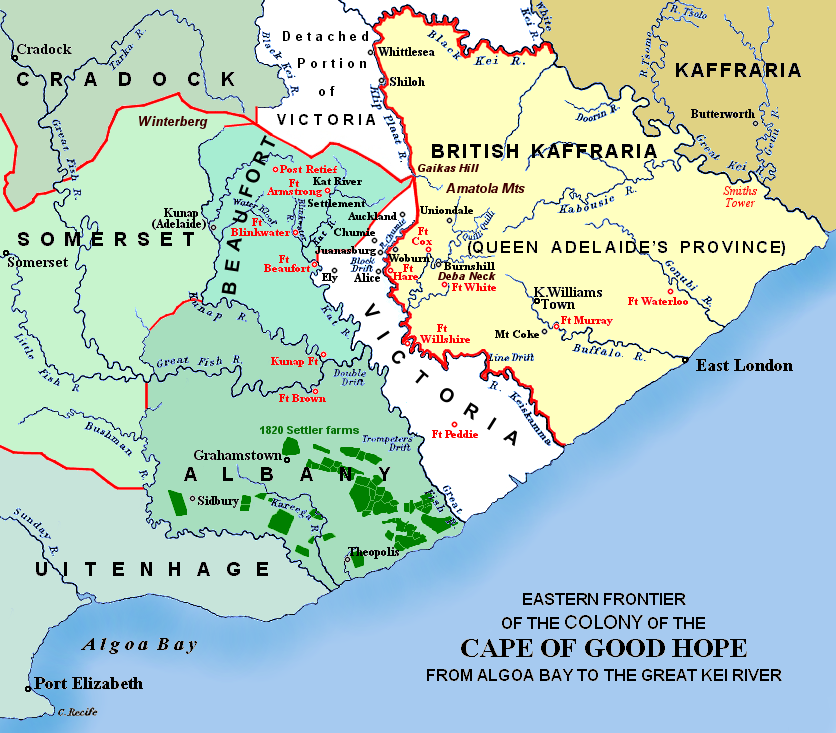
آلبانی در مرز شرقی، حدود ۱۸۳۵

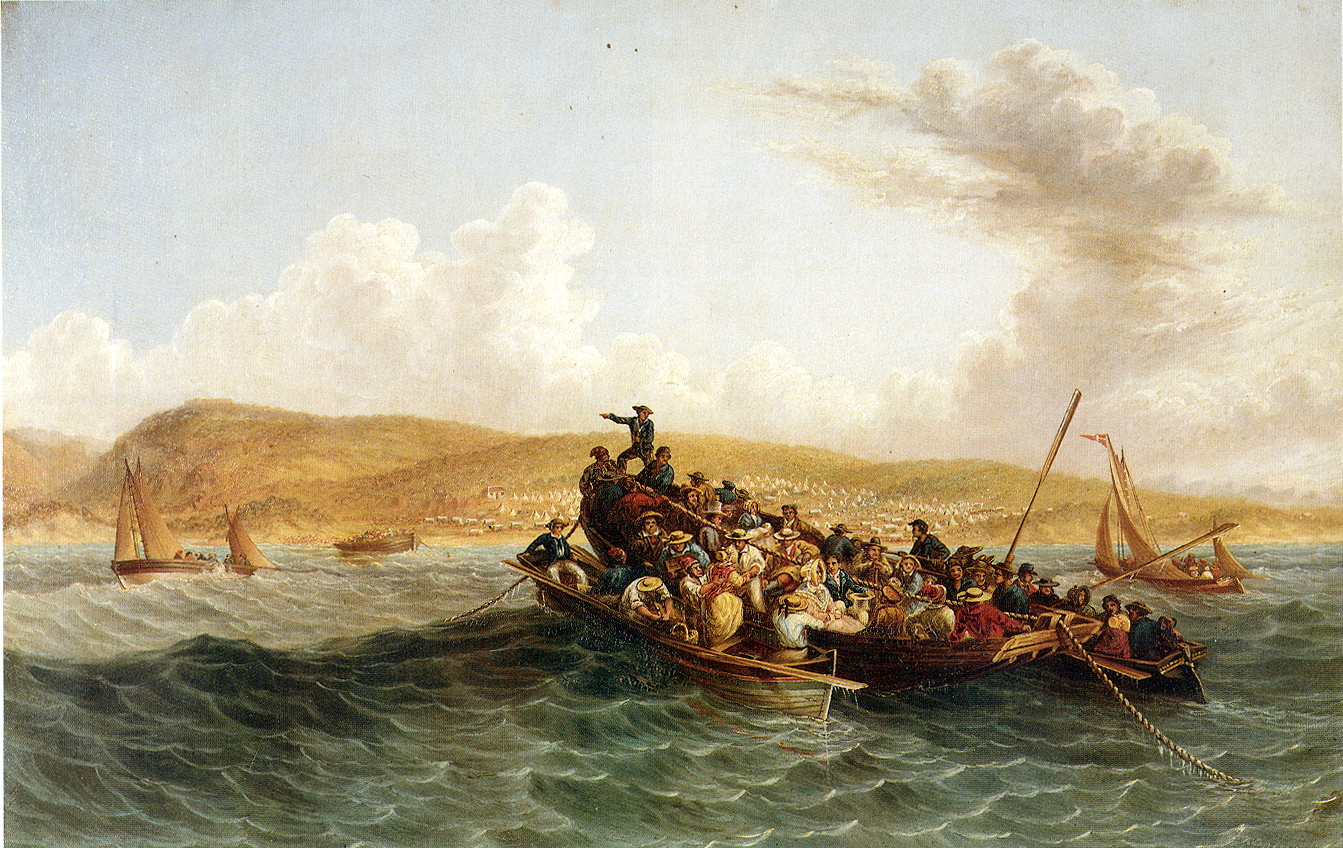
پایه‌گذاران ۱۸۲۰ در خلیج الگوا فرود آمدند.

آلبانی (به انگلیسی: Albany)، آفریقای جنوبی (همچنین با نام‌های مرزهای دماغه، پیشگان دماغه، کشور پایه‌گذاران و منطقه غربی نیز شناخته می‌شود) ناحیه‌ای در دماغه شرقی، آفریقای جنوبی بود. گراهامستون به‌طور سنتی پایتخت اداری، مرکز فرهنگی و بزرگ‌ترین شهر منطقه آلبانی بود.
این منطقه در گذشته توسط کشاورزان بوئر در پایان سدهٔ هجدهم به عنوان "Zuurveld" شناخته می‌شد و در نزدیکی مرز بین مستعمره کیپ و سرزمین‌های سنتی Xhosa در شرق قرار داشت. مهاجران ۱۸۲۰ در استقرار و کشاورزی منطقه و بخشی از فرهنگ محلی متمایز آن نقش مهمی داشتند. دولت ANC منطقه آلبانی را با شهرک بزرگ خوسا آلیس به عنوان منطقه شهرداری «کاکادو»  ادغام کرد.